# 日本显示器
日本显示器公司（日语：株式会社ジャパンディスプレイ、英語：、简称JDI），是一家整合索尼、东芝、日立和松下四家的中小型顯示器部門而成的液晶顯示器製造商，為世界最大的中小型顯示器製造商。
据报道，JDI是苹果iPhone手機螢幕的供应商之一。

## 歷史
日本在2009年依據日本產業再生法成立了投資公司「產業革新機構」（2018年更名為產業革新投資機構），2011年由產業革新機構出資2,000億日圓，將索尼、东芝和日立三間公司的中小型液晶顯示器部門整合為新的「日本顯示器」公司，於2012年4月1日開始營運。
但2014年起日本顯示器陷入連年虧損的困局，在2018年底開始尋求外部資金協助，2019年4月一度宣布將由台灣宸鸿科技集團、富邦蔡家私人投資公司Cosgrove Global Ltd.和Topnotch Corporate Ltd.，以及中國嘉實科技投資管理共同出資組成的Suwa Investment Holdings LLC，注資600億日幣，並取得49.82%股權，日後可能依其營運需求，再另行認購200億日幣的可轉換公司債，總計800億日幣，也將取代產業革新投資機構成為日本顯示器的最大股東，但在6月宸鸿科技集團及富邦蔡家先後退出投資團隊。

### 沿革
- 2011年
  - 8月31日：索尼、东芝和日立同意将各自的LCD部门合并。
  - 9月：「株式会社日本显示统合准备会社」成立。
  - 11月15日：四家公司达成正式协议。同時決定納入松下在茂原市的六代液晶面板廠。[11]
- 2012年
  - 3月：更名为「株式會社日本显示器」，産業革新機構完成出資2,000亿日元。索尼移动显示器、东芝移动显示器，日立显示器成为日本顯示器的子公司，并分別更名为西日本顯示器、中日本顯示器、东日本显示器。
  - 4月1日：日本顯示器开始运营。
- 2013年4月1日：西日本显示器、中日本显示器、东日本显示器全部合并至母公司日本顯示器。
- 2014年3月19日：进行了IPO[12]，于东京证券交易所市场第一部上市。[13][14]产业革新机构的持股从约86%降至约35%。[15]
- 2015年1月月15日：與産業革新機構共同整合索尼及松下旗下的OLED部門，成立JOLED（日语：JOLED），其中産業革新機構持股75%，日本顯示器持股15%，索尼及松下各持股5%。[16]
- 2019年12月25日，日本顯示器根據日前成立的「特別調查委員會」的調查顯示，該公司在過去的財報上做假，疑似在庫存項目累計灌水了約100億日圓，且之後該多報的庫存已全數進行沖銷。[17]
- 2020年8月27日將白山工廠所屬土地、廠房以412億日圓售予夏普公司。[18]

## 分支機構

### 日本
- 西日本辦公室：位於大阪府大阪市淀川區
- 海老名辦公室：位於神奈川縣海老名市
- 鳥取工廠：位於鳥取縣鳥取市（前索尼面板工廠）4代廠
- 東浦工廠：位於愛知縣知多郡東浦町（前索尼面板工廠）3.5代廠
- 石川工廠：位於石川縣能美郡川北町（前東芝面板工廠）4.5代廠
- 能美工廠：位於石川縣能美市（前面板工廠）5.5代廠
- 深谷工廠：位於埼玉縣深谷市（前東芝面板工廠，已於2016年4月關閉）3代廠

- 茂原工廠：位於千葉縣茂原市（前松下面板工廠，後轉給日立製作所）4.5代廠
- 白山工廠：位於石川縣白山市（日本顯示器公司成立後第一個自己設立的工廠，於2016年開始營運，2019年7月暫時停工，2020年8月售予夏普）6代廠